# 伊丹市立演劇ホール
伊丹市立演劇ホール（いたみしりつえんげきホール）は、兵庫県伊丹市に所在する総合文化施設。通称名はAI・HALL（）を使用している。
2026年3月を以ての閉館が予定されている。

## 概要
1988年11月、JR伊丹駅前に開館した総合文化施設。最大300席のイベントホールとカルチャールームA・Bがあり、演劇とコンテンポラリーダンスなどが開催される多目的ホールとなっている。
公演以外では、各種講座や演劇・ダンスのワークショップなどを通じて地域の人々に舞台芸術の魅力を伝えたり、教育機関と連携して子供達がゆたかな感性を育むように舞台芸術を通した教育にも力を入れている。
2005年には第1回JAFRAアワード（総務大臣賞）、2014年には文化庁芸術祭賞優秀賞を受賞している。
伊丹市は2021年7月に施設老朽化・維持費増大・伊丹市民の利用少数などを理由に2022年度末で廃止する方針を提起したが、存続を求める運動が広範に起こり、市は廃止方針を撤回し3年後に再検討することとした。市はその3年後の2024年11月に2025年度末で閉館する方針を再度打ち出し、2025年3月26日の伊丹市議会で廃止する条例が可決され、2026年3月末での廃止が決定した。

### 伊丹想流私塾・伊丹想流劇塾
1996年から本ホールが主催する戯曲執筆講座。
塾長の北村想が後進の指導・育成を行い、卒塾生の多くがOMS戯曲賞などの戯曲賞を受賞している。
21年間続いたが2017年に北村想は名誉塾長に退き、劇団太陽族を主宰する岩崎正裕を塾頭として名前を「伊丹想流劇塾」と改め再スタートする。

### 次世代応援企画 break a leg
2012年から行っていた、演劇・ダンスの分野で継続的に活動している若手劇団などを支援する事業。本ホールの存続問題による予算削減に伴い2022年終了。
2012年に施行された「劇場、音楽堂等の活性化に関する法律」に基づく、文化庁「劇場・音楽堂等機能強化推進事業 地域の中核劇場・音楽堂等活性化事業」の補助事業として行われていた。
劇場とその付属設備の使用料が全額免除され、チケット収入も全額上演団体に入る（公演製作にかかる費用並びに劇場管理人件費は上演団体が負担）厚遇された企画で応募団体の中から毎年2団体程度が選ばれ公演を行う。選考委員は、本ホールディレクターであった岩崎正裕と、年度により小倉由佳子、泉寛介、三田村啓示が務めた。

## 施設
イベントホール 
- 客席数：最大300席（全面可動床により舞台と客席を自由に設定可能）、（車椅子席あり：席数は公演毎に客席の形状が異なるので不定）
- 舞台面積：約357平方メートル
- 間口：18.9メートル
- 奥行：18.9メートル
- 楽屋：約30平方メートル、シャワー室：2室

カルチャールームA
- 面積：約100平方メートル
- 間口：10.0メートル
- 奥行：10.0メートル
- 設備：床（フローリング貼り）・鏡（ダンスレッスン用）・レッスンバー・音響設備

カルチャールームB
- 面積：約90平方メートル
- 間口：13.0メートル
- 奥行：7.0メートル
- 設備：床（リノリウム貼り）・アップライトピアノ、ビデオプロジェクター、音響設備

## アクセス

### 公共交通機関
- JR伊丹駅 西口前
- 阪急伊丹駅より東へ、徒歩7分